# Jenkin Whiteside
Jenkin Whiteside, född 1772 i Lancaster, Pennsylvania, död 25 september 1822 i Nashville, Tennessee, var en amerikansk politiker (demokrat-republikan). Han representerade delstaten Tennessee i USA:s senat 1809-1811.
Whiteside studerade juridik och arbetade sedan som advokat i Knoxville.
Senator Daniel Smith avgick 1809 och efterträddes av Whiteside. Efter två år i senaten avgick Whiteside och återgick till arbetet som advokat. Han efterträddes som senator av George W. Campbell.
Whitesides grav finns på Greenwood Cemetery i Columbia, Tennessee.